# Земба, Мацей Станислав
Ма́цей Стани́слав Зе́мба (пол. Maciej Stanisław Zięba, род. 1957, Гданьск, Польша) — польский философ
, историк восточной философии (особенно буддийской, индийской и китайской, а также тибетской, японской, корейской, вьетнамской, малайско-индонезийской и т.д.), и африканской этнофилософии.

## Биография
- В 1981 году окончил Люблинский католический университет.
- В 1985—1986 годах учился в Париже и Монреале.
- С 1984 — научный сотрудник Кафедры истории философии Люблинского католического университета.
- 1989 — кандидат философских наук.
- В 1991—1997 годах — консул Республики Польша в Париже и Монреале.
- С 1998 года — в правительстве Люблинского воеводства, курирует евроинтеграцию, международное сотрудничество и региональное развитие.

Участвует в многочисленных проектах, связанных с польско-украинским и польско-белорусским трансграничным сотрудничеством, особенно в еврорегионе «Буг».
Автор многочисленных публикаций, редактор раздела философии Востока во Всеобщей Энциклопедии Философии (пол. Powszechna Encyklopedia Filozofii, Lublin, 2000—2008).